# 數位音訊無線電衛星
數碼音頻無線電衛星（英文：Digital Audio Radio Satellite，簡稱：DARS），DARS是一種運用衛星進行無線電廣播的服務，而有許多業者提供這種服務，這種服務也被人稱為衛星數位電音訊無線服務（Satellite Digital Audio Radio Service，SDARS），這同時也是美國聯邦通訊委員會（FCC）針對衛星無線電領域所訂立的術語。
DARS服務如今在美國已經很普遍，主要是由XM Satellite Radio Inc.公司或Sirius Satellite Radio公司所提供，此服務是用2.3GHz的S波段（S band）進行營運，更具體的範疇為2320MHz—2345MHz。此外在收訊過弱或不良的地區也可以用地面無線電中繼站進行再發波來補強、改善，收訊過弱或不良的問題多半是在城市的商業區，因為過高與過密集的建築物使直播信號阻隔或減弱所致。